# Paw Tracks
Paw Tracks var ett amerikanskt indieskivbolag som grundades av medlemmarna i Animal Collective. Tidigare hette det Soccer Star och efter det Animal. Skivbolagets första utgivning under namnet Paw Tracks var Here Comes the Indian med Animal Collective 2003. Den sista skivan som släpptes på skivbolaget var Dent Mays tredje skiva Warm Blanket, år 2013.
Förutom att de släpper material med Animal Collective och deras medlemmars sidoprojekt (Panda Bear, Avey Tare, Avey Tare & Kría Brekkan, Terrestrial Tones och Jane) har de även släppt skivor med bland annat Ariel Pink, Excepter, Black Dice, Eric Copeland och Rings.